# ニチヤ
ニチヤ（ロシア語: Ничья、直訳で「誰のものでもない」）は、エリェーナ・キーペルとアリェーグ・バルシェフスキー（Олег Борщевский）からなる、歌唱、作詞作曲、制作を自ら手掛けるロシアの音楽アーティスト。これまでに4枚のシングルと1枚のアルバムをリリースしており、ロシア国内で人気を博していた。

## 来歴
キーペルは、t.A.T.u.に楽曲を書き下ろしたとしてその才能を知られていたが、t.A.T.u.のメイン・プロデューサーであるイワン・シャポワロフと仕事上でもプライベートでも別れたことから、その芸術的野心を実現するため、自分自身のプロジェクトに着手した。
キーペルはt.A.T.u.のために最後の楽曲を書いていたが、それは採用されなかった。そこで、キーペルは自分でその楽曲をレコーディングすることにした。この楽曲は「Ya Ne Glotayu」として知られており、「Ty Soshel S Uma」と呼ばれることもある。キーペルがバルシェフスキーと会ったとき、彼らは新しい音楽と歌詞でこの楽曲の完成版をレコーディングし、「ニチヤ」という曲名をつけ、それが彼ら自身の名前にもなった。
ニチヤはインターネット上で成功を収め、ダウンロード・チャートの上位を占めた。この成功により、彼らはソニーBMGロシアと契約し、次のシングルを出すことになった。2枚目のシングル「Nachinai Menya」（Begin With Me）はバルシェフスキーが書いた。1stシングル「ニチヤ」は英語に翻訳され、「Pain to Choose」という曲名でリリースされた。その後、「Nikomu.Nikogda」、「ナフシェグダ！」をリリースし、2004年には『ナフシェグダ！』という名前のフルアルバムをリリースした。
セカンド・アルバム『Pora』は、当初2007年にリリースされる予定だった。『Pora』には、『ナフシェグダ！』に収録されたヒット曲と、数曲の新曲が収録されるはずであった。

## ディスコグラフィ

### シングル
- ニチヤ
- Nachinai Menya
- Nikomu.Nikogda
- ナフセグダ！
- Mozhno Lyubit

### アルバム
- ナフシェグダ！（英語版）（2004年8月30日）
- ポーラ（Pora、2007年）